# Annibale Giannarelli
Annibale Giannarelli, noto anche con lo pseudonimo di Gino Ginetti (Fivizzano, 9 maggio 1948), è un cantante e pianista italiano con cittadinanza australiana.

## Biografia
Nato a Sassalbo, frazione del comune di Fivizzano, in provincia di Massa-Carrara, emigrò in Australia con la famiglia nel 1961. Inizia la sua carriera giovanissimo e all'età di 15 anni ottenne un disco d'oro. Il suo pseudonimo era Gino Ginetti. Fece da spalla ai concerti di Peppino di Capri e di Mina nella città di Sydney. 
Nel corso della sua carriera si è esibito in locali e in televisione in tutta l'Australia e in Italia, accompagnandosi alla tastiera e alla fisarmonica, dedicandosi alla musica tradizionale italiana, pop agli standard jazz e ai brani classici. Insieme ad Alessandro Alessandroni ha fatto parte del gruppo vocale I Cantori Moderni di Alessandroni. Ha registrato tre album da solista pubblicati da EMI, RCA e Seven Records. 
Giannarelli raggiunse la notorietà internazionale grazie all'interpretazione del brano Trinity di Franco Micalizzi, eseguito assieme allo stesso Alessandroni (quest'ultimo chiamato per il celebre fischio), tema principale del film Lo chiamavano Trinità...., brano utilizzato successivamente anche nella colonna sonora del film Django Unchained. 
Nel 1971 utilizzando lo pseudonimo di Giampiero Muratti ha collaborato con il gruppo I Cugini di Campagna. Nel 1972 utilizzando lo pseudonimo di David King ha cantato le canzoni tema principale dei film Guardami nuda di Italo Alfaro, I bandoleros della dodicesima ora diretto da Alfonso Balcázar e ...E alla fine lo chiamarono Jerusalem l'implacabile (Padella calibro 38) del regista Antonio Secchi e per lo sceneggiato televisivo Come un uragano musiche Bruno Nicolai. 
Nel 2014 ha ricevuto la cittadinanza dal suo comune originario e nel 2021 è tornato a vivere in Italia a Sassalbo, in provincia di Massa-Carrara. Nel 2021 ha partecipato alla seconda edizione di The Voice Senior vincendo la finale il 21 gennaio 2022.

## Discografia

### Album in studio
- 1972 - È solo un'impressione di...Annibale (Pull, QLP 104)
- 1972 - Accussì (1972) casa discografica "PULL" - Distr. Fonit Cetra - pseudo: Gianpiero Muratti
- 1979 - The Singer And The Song (7 Records, MLF 254)  - pseudo: Gino Ginetti

### Singoli
- 1964  - Italia bella/Senza Mamma (Minstrel Australia, MS-7016) - pseudo: Gino Ginetti
- 1967 - Il Mondo/Doesn't Anybody Understand (RCA Australia, 101748)  - pseudo: Gino Ginetti[9]
- 1969 - Il campione/Vado nel nord (Parade, PRC 5071)
- Giugno 1970 - Dove sei,dove sei/Il mio porto...e via (Pull, ZL 50049)
- Novembre 1970 - Amen rock/Run away (Pull, ZL 50087)
- Gennaio 1971 - Lo chiamavano Trinità/Un cow boy e due ragazze (strumentale) (Pull, ZL 50098)
- Maggio 1971 - Che domenica è/Te la dico (Pull, ZL 50177; come Gianpiero Muratti)
- Dicembre 1971 - Diana/Shadows (Pull, ZL 50206; come David King)
- Out Of This World (1971) colonna sonora "Paolo & Francesca"
- Jesus we love you (1972) colonna sonora "Sei Iellato Amico, hai incontrato Sacramento"
- When spring is in the air (1972)